# Цветаев, Фёдор Владимирович
Фёдор Владимирович Цветаев (1849—1901) — русский педагог-филолог. Брат Ивана (отца Марины Цветаевой) и Дмитрия Владимировичей Цветаевых.

## Биография
Родился в 1849 году — третий сын священника Владимира Васильевича Цветаева (1818—1884).
В 1874 году, после окончания со степенью кандидата историко-филологического факультета Санкт-Петербургского университета, поступил учителем русского языка в Шуйскую мужскую гимназию. В следующем году перевёлся в реальное училище г. Орла. В начале 1884 года стал преподавать в Москве; был учителем в 6-й мужской гимназии и в Усачёвско-Чернявском женском училище. С 1887 года — инспектор 2-й Московской женской гимназии.
Умер 12 (25) февраля 1901 года. Похоронен в Талицах Шуйского уезда.

## Семья
Был женат на Евгении Николаевне Световидовой (1859 — ок. 1913). Их дети:
- Екатерина (05.08.1885 — 17.10.1934), замужем за В. Е. Свинарским
- Александра (28.02.1887 – 6.07.1945), в замужестве — Шлихунова, затем Амоль
- Николай